# Orfelia coheri
Orfelia coheri är en tvåvingeart som beskrevs av Lane 1950. Orfelia coheri ingår i släktet Orfelia och familjen platthornsmyggor. Inga underarter finns listade i Catalogue of Life.